# Euglenes pygmaeus
Euglenes pygmaeus là một loài bọ cánh cứng trong họ Aderidae. Loài này được De Geer miêu tả khoa học năm 1775.